# Modern Jazz Performances (Composers Series)
Modern Jazz Performances (Composers Series) – album zawierający nagrania różnych amerykańskich muzyków grających w stylu 
West Coast jazz. Wśród artystów, których grę zaprezentowano są m.in.: Herbie Harper, Bob Gordon, Oscar Moore, 
Carl Perkins i inni. Nagrań dokonano w latach 1953 – 1957 w studiach w Los Angeles. Monofoniczny LP wydany został w 1958 przez wytwórnię Tampa Records (TP 15) w niewielkim nakładzie jako Limited Collector's Edition.

## Lista utworów
Strona A
| 1. | "C'est la vie" (Shorty Rogers)                       |  |
|    |                                                      |  |
| 2. | "Nearness of You" (Hoagy Carmichael, Ned Washington) |  |
|    |                                                      |  |
| 3. | "Babette" (Maury Dell)                               |  |
|    |                                                      |  |
| 4. | "Blue Moon" (Richard Rodgers, Lorenz Hart)           |  |
|    |                                                      |  |
Strona B
| 5. | "Slow Mood" (Eddie Miller)                |  |
|    |                                           |  |
| 6. | "Love for Sale" (Cole Porter)             |  |
|    |                                           |  |
| 7. | "F.S.T." (Nat King Cole)                  |  |
|    |                                           |  |
| 8. | "Lover Come Back to Me" (Sigmond Romberg) |  |
|    |                                           |  |

## Muzycy
ad.1 i 7 ("C'est la vie", "F.S.T.")
Paul Smith Quartet w studiu Radio Recorders, Hollywood, 13 listopada 1953 
- Paul Smith – fortepian
- Tony Rizzi – gitara
- Sam Chiefetz – kontrabas
- Irv Cottler – perkusja

ad.2 i 6 ("Nearness of You", "Love for Sale")
Oscar Moore Trio w studiu Radio Recorders w Hollywood w 1954
- Oscar Moore – gitara
- Carl Perkins – fortepian
- Joe Comfort – kontrabas

ad.3 i 5 ("Babette", "Slow Mood")
Studio Radio Recorders w Hollywood w 1954
- Bob Gordon – saksofon barytonowy
- Herbie Harper – puzon
- Don Prell – fortepian
- Maury Dell – kontrabas
- George Redman – perkusja

ad. 4 i 8 ("Blue Moon", "Lover Come Back")
Dick Taylor Quintet / J.D. King Quartet w Los Angeles, 1954
- Dick Taylor – puzon
- J.D. King – saksofon tenorowy
- Joe Felix – fortepian
- Paul Vallerina – kontrabas
- Nick Fatool – perkusja

## Informacje uzupełniające
- Producent i reżyser – Robert Scherman
- Inżynier dźwięku – Val Valentin